# Pelexia
Pelexia – rodzaj roślin z rodziny storczykowatych (Orchidaceae). Obejmuje 92 gatunki występujące w Ameryce Południowej, Środkowej i Północnej w takich krajach i regionach jak: Argentyna, Bahamy, Belize, Boliwia, Brazylia, Kajmany, Kolumbia, Kostaryka, Kuba, Dominikana, Ekwador, Salwador, Gujana Francuska, Gwatemala, Gujana, Haiti, Honduras, Jamajka, Leeward Islands, Meksyk, Nikaragua, Panama, Paragwaj, Peru, Portoryko, Surinam, Urugwaj, Wenezuela, Windward Islands, Floryda w Stanach Zjednoczonych. Rodzaj został introdukowany na Jawie, Samoa, Sri Lance i w południowo-wschodnich Chinach.

## Systematyka
Rodzaj sklasyfikowany do podplemienia Spiranthinae w plemieniu Cranichideae, podrodzina storczykowe (Orchidoideae), rodzina storczykowate (Orchidaceae), rząd szparagowce (Asparagales) w obrębie roślin jednoliściennych.
Wykaz gatunków
- Pelexia adnata (Sw.) Poit. ex Rich.
- Pelexia albicans (Cogn.) Schltr.
- Pelexia arechavaletae (Mytnik, Szlach. & Górniak) J.M.H.Shaw
- Pelexia arrabidae (Rchb.f.) Garay
- Pelexia asinus Szlach.
- Pelexia barrahondaensis Bogarín & Pupulin
- Pelexia bonariensis (Lindl.) Schltr.
- Pelexia bradei Schltr. ex Mansf.
- Pelexia burgeri Schltr.
- Pelexia callifera (C.Schweinf.) Garay
- Pelexia caucae Schltr.
- Pelexia chironiana (Mytnik, Rutk. & Szlach.) J.M.H.Shaw
- Pelexia collocaliae Szlach.
- Pelexia colombiana Szlach. & Kolan.
- Pelexia comosa (Cogn.) Schltr.
- Pelexia congesta Ames & C.Schweinf.
- Pelexia cuculligera (Rchb.f. & Warm.) Schltr.
- Pelexia cundinamarcae Szlach.
- Pelexia delicatula Szlach. & Veyret
- Pelexia ecuadorensis Schltr.
- Pelexia ekmanii (Kraenzl.) Schltr.
- Pelexia fiebrigii Schltr.
- Pelexia flabellilabia Szlach., S.Nowak & Baranow
- Pelexia funckiana (A.Rich. & Galeotti) Schltr.
- Pelexia geralia (Mytnik, Rutk. & Szlach.) J.M.H.Shaw
- Pelexia ghiesbreghtii Szlach., Mytnik & Rutk.
- Pelexia goninensis (Pulle) Schltr.
- Pelexia goyazensis (Cogn.) Garay
- Pelexia gracilis Schltr.
- Pelexia gutturosa (Rchb.f.) Garay
- Pelexia hamata Schltr.
- Pelexia haughtii Szlach. & Kolan.
- Pelexia hirta (Lindl.) Schltr.
- Pelexia huntii Christenson
- Pelexia hysterantha (Barb.Rodr.) Schltr.
- Pelexia incurvidens Schltr.
- Pelexia itatiayae Schltr.
- Pelexia joannae Archila & Szlach.
- Pelexia konsikiana (Mytnik, Rutk. & Szlach.) J.M.H.Shaw
- Pelexia laminata Schltr.
- Pelexia laxa (Poepp. & Endl.) Lindl.
- Pelexia leucosticta (Rchb.f.) Garay & Dunst.
- Pelexia lindmanii Kraenzl.
- Pelexia loefgrenii (Porsch) Schltr.
- Pelexia longibracteata Pabst
- Pelexia luetzelburgii Schltr.
- Pelexia macropoda (Barb.Rodr.) Schltr.
- Pelexia maculata Rolfe
- Pelexia mandonii (Rchb.f.) Schltr.
- Pelexia mattogrossensis (Hoehne) Hoehne
- Pelexia matucanensis (Kraenzl.) Schltr.
- Pelexia maxonii Ames
- Pelexia minarum (Kraenzl.) Schltr.
- Pelexia mourae Schltr.
- Pelexia neottiorhiza (Kraenzl.) Pabst
- Pelexia novofriburgensis (Rchb.f.) Garay
- Pelexia obliqua (J.J.Sm.) Garay
- Pelexia ochyrae Szlach.
- Pelexia ocreatopsis M.C.Pace
- Pelexia oestrifera (Rchb.f. & Warm.) Schltr.
- Pelexia olivacea Rolfe
- Pelexia orobanchoides (Kraenzl.) Schltr.
- Pelexia orthosepala (Rchb.f. & Warm.) Schltr.
- Pelexia ovatifolia M.N.Correa
- Pelexia palmorchidis Szlach.
- Pelexia paludosa M.N.Correa
- Pelexia parva (Cogn.) Schltr.
- Pelexia pavonii (Rchb.f.) Garay
- Pelexia phallocallosa R.J.V.Alves
- Pelexia polyantha Schltr. ex Mansf.
- Pelexia popowiana (Mytnik, Rutk. & Szlach.) J.M.H.Shaw
- Pelexia pterygantha (Rchb.f. & Warm.) Schltr.
- Pelexia quisqueyana Dod
- Pelexia robusta (Kraenzl.) Schltr.
- Pelexia sagittata (Mytnik, Rutk. & Szlach.) J.M.H.Shaw
- Pelexia sancta (Rchb.f. & Warm.) Garay
- Pelexia sceptrum Schltr.
- Pelexia schmidtiana (Mytnik, Szlach. & Górniak) J.M.H.Shaw
- Pelexia sheviakii Szlach.
- Pelexia sinuosa Szlach.
- Pelexia stenantha (Cogn.) Schltr.
- Pelexia tamanduensis (Kraenzl.) Schltr.
- Pelexia tenuior Schltr.
- Pelexia tovarensis (Garay & Dunst.) Garay & Dunst.
- Pelexia trachyglossa (Kraenzl.) Pabst
- Pelexia triangularis (Mytnik, Szlach. & Górniak) J.M.H.Shaw
- Pelexia vaginata Schltr.
- Pelexia ventricosa (Cogn.) Schltr.
- Pelexia vinosa A.W.C.Ferreira, M.I.S.Lima & Pansarin
- Pelexia viridis (Cogn.) Schltr.
- Pelexia weberbaueri (Kraenzl.) Schltr.
- Pelexia yungasensis (Rolfe) Schltr.